# Centrale thermique de Conemaugh
La centrale thermique de Conemaugh est une centrale thermique dans l'État de la Pennsylvanie aux États-Unis.